# Jessica Belder
Jessica Belder (Haarlem, 12 augustus 1982) is een Nederlandse bokser. Zij is sinds oktober 2016 EBU titelhouder in het superbantamgewicht.

## Carrière
Belder begon op 16-jarige leeftijd met boksen. Op 1 juni 2013 maakte zij haar profdebuut. Ze won op punten van de Nederlandse Talitha Groot. Op 17 oktober 2016 won zij op de Ben Bril Memorial de EBU superbantamgewicht titel. Zij versloeg de Hongaarse Gabriella Busa op punten. Ze wordt getraind en gecoacht door Raymond Joval. Belder is in het dagelijks leven registeraccountant.